# Deutsche Morgenländische Gesellschaft

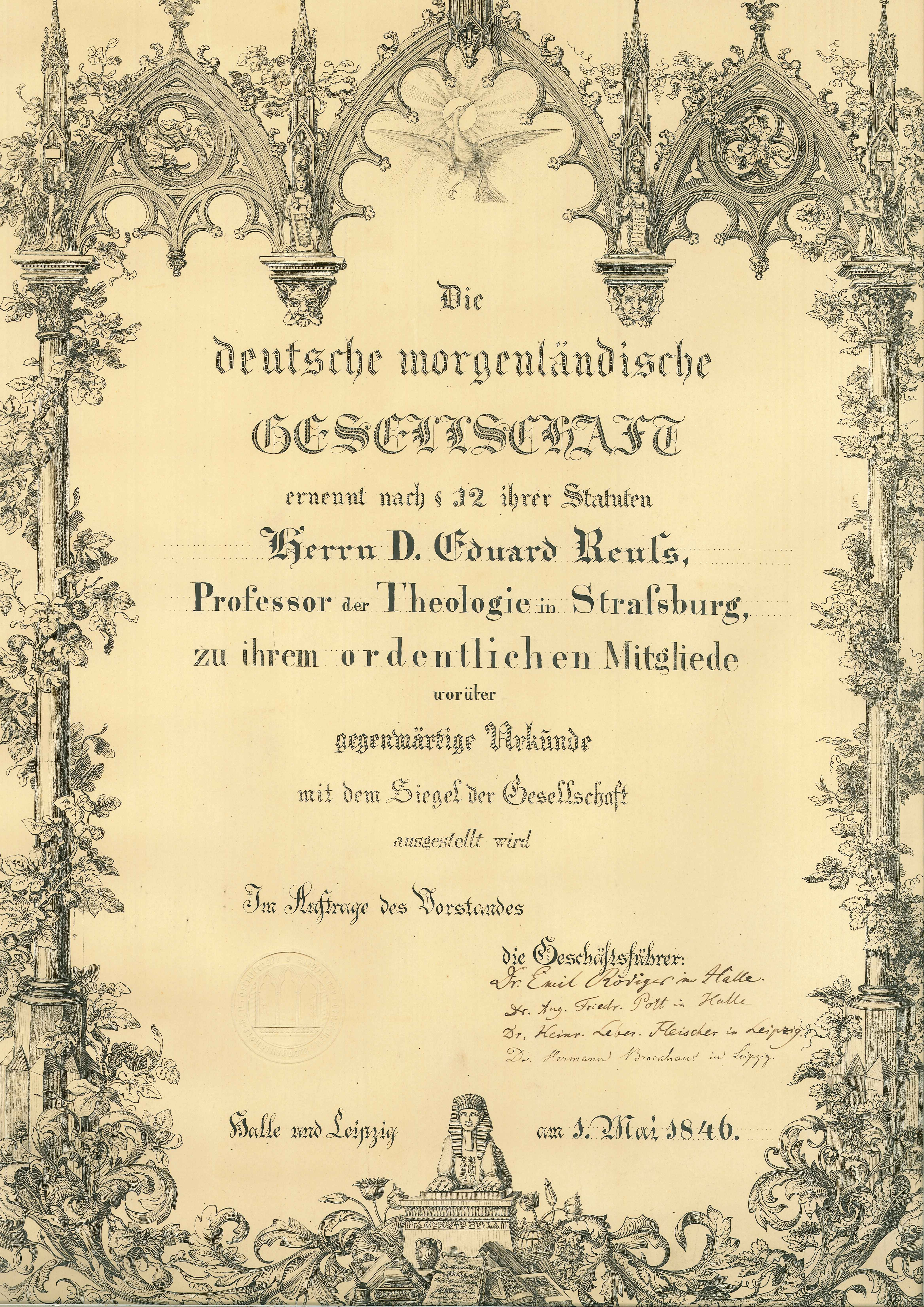
Deutsche Morgenländische Gesellschaft. Certificado de nombramiento emitido en 1846 a nombre de Édouard Reuss, profesor de teología en la Universidad de Estrasburgo.

La Deutsche Morgenländische Gesellschaft (en español: Sociedad Oriental Alemana), abreviada DMG, es la asociación científica más antigua de los orientalistas alemanes. Como organización académica está dedicada a los estudios orientales, es decir, al estudio de las lenguas y culturas de Oriente Próximo y Extremo Oriente, con partes de Asia, Oceanía y África.

## Historia
La DMG fue fundada el 2 de octubre de 1845 en Leipzig por destacados eruditos orientalistas de Alemania, así como por miembros de otras sociedades orientalistas como las sociedades asiáticas de París (la Société Asiatique), Londres (la Royal Asiatic Society) y Calcuta (The Asiatic Society). Se fundó "para promover todos los aspectos del conocimiento de Asia y de los países estrechamente relacionados con ella en todos los aspectos, y para propagar su participación en círculos más amplios". De ahí que la Sociedad se ocupe no sólo de la literatura oriental (morgenländische Literatur), sino también de la historia de estos países y de la investigación de su situación tanto en épocas anteriores como más recientes".
Tradicionalmente, la DMG se ha centrado en el "conocimiento de las lenguas, las literaturas, la historia, las religiones, las filosofías, las formas de derecho y sociedad, la arqueología y el arte y la cultura material de los pueblos que viven en esas zonas". En los últimos años, su ámbito se ha ampliado para incluir también la sociología y las ciencias políticas. Las disciplinas académicas representadas en el DMG son las siguientes: estudios del Próximo Oriente Antiguo, lenguas semíticas, estudios judaicos, estudios árabes, estudios islámicos, estudios del cristianismo oriental, estudios persas, estudios iranios, indología, estudios turcos, estudios de Asia Central, estudios indoeuropeos, estudios mongoles, estudios tibetanos, sinología, estudios japoneses, estudios del Sudeste Asiático y estudios africanos.
El programa editorial de la DMG consta de su revista de renombre internacional, la Zeitschrift der Deutschen Morgenländischen Gesellschaft (ZDMG), que se publica desde 1847, y su serie de monografías, Abhandlungen für die Kunde des Morgenlandes (AKM), que se publica desde 1857, así como los Beiruter Texte und Studien (BTS), que se publican desde 1964.

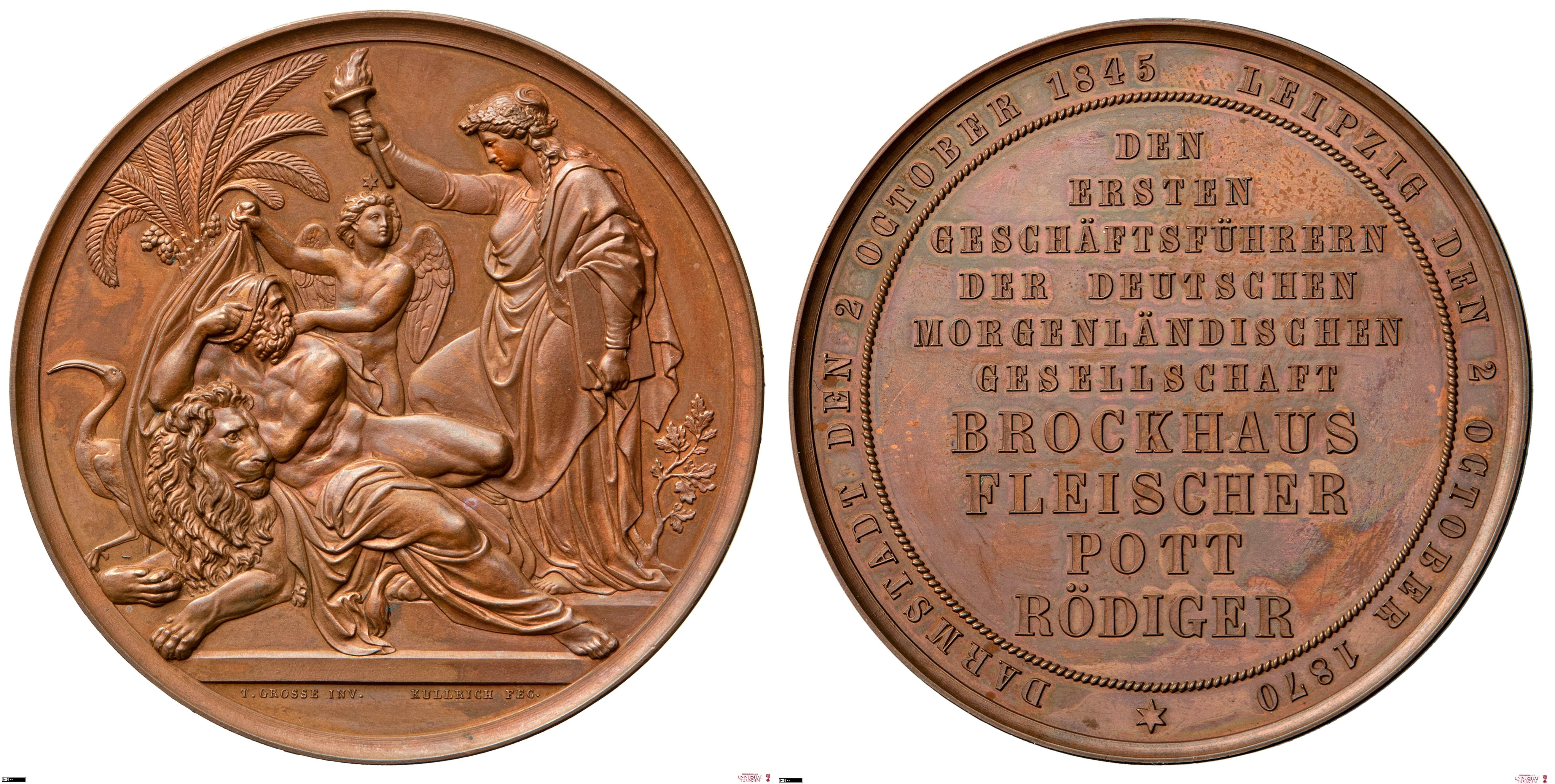
Medalla Brockhaus, Fleischer, Pott, Roediger 1870.

En 1870, con motivo de su 25 aniversario, se encargó una medalla en honor de los primeros secretarios de la DMG, Hermann Brockhaus, Emil Rödiger, Heinrich Leberecht Fleischer y August Friedrich Pott. su anverso muestra una imagen de estilo neoclásico diseñada por Theodor Grosse.
Desde 1921, la DMG organiza cada 3 o 5 años el "Deutschen Orientalistentag" (DOT), un congreso de estudios orientales abierto a todos los especialistas alemanes y extranjeros en la materia.
La DMG tiene su sede desde 2006 en Halle (Saale). Allí mantiene una biblioteca de investigación con más de 66.000 títulos y una gran colección fotográfica.
La Medalla de Oro Lidzbarski de Filología Semítica es concedida anualmente por la Sociedad Oriental Alemana por trabajos en estudios semíticos. LLeva este nombre por Mark Lidzbarski.

## Miembros notables
- Johannes Benzing (1913–2001)
- Carl Brockelmann (1886–1956)
- Hermann Brockhaus (1806–1877)
- Gustav Droysen (1838–1908)
- Heinrich Ewald (1803–1875)
- Heinrich Leberecht Fleischer (1801–1888)
- Johann Fück (1894–1974)
- Hans Conon von der Gabelentz (1807–1874)
- Herrmann Jungraithmayr (* 1931)
- Angelika Neuwirth (* 1943)
- Justus Olshausen (1800–1882)
- Richard Pischel (1849–1908)
- August Friedrich Pott (1802–1887)
- Emil Rödiger (1801–1874)
- Friedrich Schrader (1865–1922)
- Hans Stumme (1864–1936)